# Żywuczij (1904)
Żywuczij (ros. Живучий) – rosyjski niszczyciel z początku XX wieku, jedna z 22 zbudowanych jednostek typu Bojkij. Okręt został zwodowany w maju 1904 roku w krajowej Stoczni Admiralicji w Nikołajewie, a do służby w Marynarce Wojennej Imperium Rosyjskiego został wcielony w 1906 roku, z przydziałem do Floty Czarnomorskiej. „Żywuczij” wziął udział w I wojnie światowej, podczas której zatonął na minie nieopodal Sewastopola 12 kwietnia?/25 kwietnia 1916 roku.

## Projekt i budowa
Okręt był jednym z 22 niszczycieli typu Bojkij zbudowanych w krajowych stoczniach, będących ulepszoną i powiększoną wersją zaprojektowanych w brytyjskiej stoczni Yarrow jednostek typu Sokoł . Zbudowany został w Stoczni Admiralicji w Nikołajewie . Stępkę okrętu położono w 1902 roku, a zwodowany został w maju 1904 roku .

## Dane taktyczno-techniczne
„Żywuczij” był niewielkim, czterokominowym niszczycielem, klasyfikowanym do 1907 roku jako torpedowiec . Długość całkowita wynosiła 64 metry, szerokość 6,4 metra i maksymalne zanurzenie 2,59 metra. Wyporność jednostki wynosiła 350 ton. Okręt napędzany był przez dwie pionowe maszyny parowe potrójnego rozprężania o łącznej mocy 5700 KM, do której parę dostarczały cztery kotły Yarrow . Dwuśrubowy układ napędowy pozwalał osiągnąć prędkość 26 węzłów . Okręt mógł zabrać zapas węgla o maksymalnej masie 80 ton, co zapewniało zasięg wynoszący 1200 Mm przy prędkości 12 węzłów .
Uzbrojenie artyleryjskie okrętu stanowiły: umieszczone na nadbudówce dziobowej pojedyncze działo kalibru 75 mm Canet L/48 oraz pięć pojedynczych dział trzyfuntowych kalibru 47 mm Hotchkiss M1885 L/40 . Jednostka wyposażona była w jedną dziobową stałą i dwie pojedyncze obracalne pokładowe wyrzutnie torped kalibru 381 mm, z łącznym zapasem sześciu torped . Ponadto okręt mógł zabrać na pokład 12–18 min .
Załoga okrętu liczyła 62–69 oficerów, podoficerów i marynarzy .

## Służba
„Żywuczij” został wcielony do służby w Marynarce Wojennej Imperium Rosyjskiego w 1906 roku . Jednostka weszła w skład Floty Czarnomorskiej. W 1912 roku dokonano modernizacji uzbrojenia jednostki: zdemontowano wszystkie wyrzutnie torped kalibru 381 mm i wszystkie działka kalibru 47 mm, instalując w zamian dwie pojedyncze wyrzutnie torped kalibru 450 mm oraz drugą armatę kalibru 75 mm Canet i sześć pojedynczych karabinów maszynowych kalibru 7,62 mm .
W trakcie I wojny światowej „Żywuczij” wchodził w skład Floty Czarnomorskiej. Rankiem 16 października?/29 października 1914 roku przebywające na patrolu nieopodal Półwyspu Krymskiego „Żywuczij”, „Żarkij” i „Lejtienant Puszczin” wzięły udział w ataku na krążownik liniowy „Yavuz Sultan Selim”, który bez wypowiedzenia wojny ostrzelał port w Sewastopolu, jednak znalazłszy się pod silnym ogniem przeciwnika musiały zawrócić (trafiony dwoma pociskami „Lejtienant Puszczin” został uszkodzony). 17 marca?/30 marca 1915 roku krążownik „Kaguł” oraz niszczyciele „Żywuczij”, „Zawidnyj” i „Żutkij” ostrzelały rejon Kilimli w prowincji Zonguldak, powodując nieznaczne straty. W styczniu 1916 roku okręt został uszkodzony po wybuchu kotła. 12 kwietnia?/25 kwietnia nieopodal Sewastopola płynący w eskorcie pancernika „Impieratrica Marija” „Żywuczij” wszedł na postawioną przez niemiecki okręt podwodny SM UC-15 minę i zatonął ze stratą 48 z liczącej 80 osób załogi.